# Vipère au poing
Vipère au poing is een grotendeels autobiografische roman van Hervé Bazin, die gepubliceerd werd in 1948. Het boek gaat over de kindertijd en adolescentie van de verteller, Jean Rezeau, bijgenaamd "Brasse-Bouillon" (Brouwsel). Jean Rezeau beschrijft zijn band met zijn familie, en vooral met zijn moeder, alias "Folcoche" (Gek Zwijn), die bijzonder hard is voor haar kinderen. Deze roman is een verstikkend familiedrama met in de hoofdrol een moeder die naam niet waardig, haar drie mishandelde kinderen, een zwakke vaderfiguur en een steeds wisselende huisonderwijzer.

## De familie Rezeau

### Hoofdfiguren
Jean Rezeau: bijgenaamd "Brasse-Bouillon" (Brouwsel), de verteller, is de tweede zoon van Jacques en Paule Rezeau. Veracht door zijn moeder, zet hij zich af tegen haar en tegen zijn milieu. Zijn harde karakter heeft hij geërfd van zijn moeder, net zoals zijn vooruitstekende kin. In de strijd met zijn moeder stelt hij zich verdedigend op, zodat ze hem niet kan laten links liggen en zodat zijn broers zien dat hij sterk is, sterker dan "Folcoche" (Gek Zwijn).
Paule Rezeau: is getrouwd met Jacques Rezeau. Haar bijnaam is "Folcoche", wat een samentrekking is van het Franse "folle" (gek) en "cochonne" (zwijn). Ze haat haar zonen hartgrondig, waardoor ook de kinderen hun moeder verafschuwen. Paule is de dochter van een Parijse senator die haar dwong in te trouwen in een gerespecteerde en eeuwenoude familie uit de middenklasse: De familie Rezeau. Paule wordt getypeerd als een wreed iemand, maar ze is ook nogal lelijk en ontzettend gierig. Ze heeft droog haar en een vooruitstekende kin. Ze is verzot op postzegels en sleutels, die ze zorgvuldig in een kast bewaart waarvan de loper altijd tussen haar boezem hangt.
Jacques Rezeau: is de heer des huizes en tegelijkertijd ook het familiehoofd, aangezien hij de oudste is. Hij is hoogleraar recht en geeft les aan de universiteit. Hij zou er echter liever mee stoppen, want werken vindt hij vernederend. Hij is trots op de roem van zijn voorouders en draagt met veel plezier de naam en het wapenschild van zijn familie. Hij veracht de nieuwe rijken (daar hoort zijn vrouw bij) en het gepeupel. Hij heeft een goede band met zijn kinderen, maar durft niet in te gaan tegen zijn vrouw die hun kinderen mishandelt. Hij vlucht dan liever weg in onderzoeken naar de verschillende soorten vliegen of in speurwerk naar zijn stamboom.
Ferdinand Rezeau: is de oudere broer van Jean en wordt ook wel "Frédie" of "Chiffe" (Doetje) genoemd. Net als zijn vader durft hij zich niet tegen zijn moeder te verzetten, en hij ondergaat zijn mishandeling dan ook zonder morren. Ondanks zijn reputatie van slapjanus helpt hij Jean altijd en bewondert hij hem om zijn moed en zijn durf. Zodra er echter gevaar dreigt, slaat hij op de vlucht en laat hij zijn broer met de problemen zitten.
Marcel Rezeau: bijgenaamd "Cropette" (Bleekneusje), is de derde en jongste zoon van het gezin. Hij is geboren in China, waar zijn ouders toen woonden, en is als enige door zijn moeder opgevoed. Hij kan bij haar op meer begrip rekenen dan zijn broers. Terwijl hij schijnbaar solidair met hen blijft, weekt hij bij zijn moeder kleine gunsten los door hen te verraden. Hoewel hij uitzonderlijk intelligent is, is hij ook laf en opportunistisch.
De abten: Zeven opeenvolgende abten nemen het onderwijs van de kinderen en de zielzorg van het gezin op zich. De kinderen noemen hen BI, BII, BIII… tot en met BVII. BI, Pater Trubel, pleegt ontucht met de boerendochters en wordt ontslagen. Pater Vadeboncoeur, BVI, is een Canadese tuberculosepatiënt die aan de kinderen gehecht raakt. Hij wordt de laan uitgestuurd terwijl Jacques Rezeau weg is. BVII ten slotte, de wrede en opvliegende Pater Traquet, is door "Folcoche" gekozen "om de kinderen klein te krijgen".
Alphonsine: ook wel "Fine" genoemd, is de doofstomme kokkin van La Belle-Angerie . "Folcoche" (Gek Zwijn) profiteert van haar handicap door haar alle huiskarweitjes te laten doen voor een belachelijk laag loon. Ze communiceert met allerhande gebaren die de familie Rezeau het "finnois" noemen. "Folcoche" haat haar en probeert haar er voortdurend van te weerhouden om lief te zijn voor de kinderen. Ze wordt wel in bescherming genomen omdat ze al zo lang deel uitmaakt van de familie.

### Bijfiguren
Marie Rezeau: is de moeder van Jacques, ze heeft ingestaan voor de opvoeding van haar kleinkinderen Jean en Ferdinand toen hun ouders in Indochina waren. Hoewel ze hun een strenge opvoeding heeft gegeven, houdt ze oprecht van haar kleinkinderen die in haar bijzijn een gelukkig leventje leiden. Bij haar overlijden aan uremie zijn de ouders moeten terugkeren naar La Belle-Angerie. Dit is dan de inleiding van de roman, het startpunt.
René Rezeau: is de oudoom van de kinderen. Hij is schrijver en lid van de "Académie française" waar de familieleden zeer trots op zijn. Voor zijn katholieke deugden en literaire werken wordt hij door de leider van de orde tot Commandant in de Orde van Sint-Gregorius de Grote en tot Ridder in het Legioen van Eer geslagen.
Ernestine Lion: is de gouvernante van de familie Rezeau. Ze wordt snel ontslagen door "Folcoche" omdat ze de kinderen probeert te beschermen tegen hun moeder.
De families Perrault, Barbelivien en Huault: zijn pachters op de boerderijen van de Rezeaus. Ze leiden een arm bestaan en voelen een diep respect voor de familie die hen al gedurende verschillende generaties onderhoudt. Een van hen is Madeleine Barbelivien die Jean ontmaagdt. Daarnaast is er ook nog Jean Barbelivien, "Petit-Jean" (Kleine Jean), die als medeplichtige van de jonge Rezeaus hun in het geniep eten brengt.
In de familie Rezeau is er nog de jongere broer van Jacques, de abt Michel Rezeau, die als apostolisch protonotaris naar Tunesië gestuurd wordt. Jacques Rezeau heeft ook nog zes zussen: de gravin Bartolomi, gravin van het keizerrijk, de barones van Selle d'Auzelle die in La Rochelle woont, mevrouw Torure - de weduwe "zonder een rooie cent" - die slachtoffer geworden is van de gierigheid van "Folcoche". Daarnaast heeft hij nog drie andere, diepgelovige zussen. Allen hebben La Belle-Angerie verlaten bij de komst van "Folcoche". Hoewel Jean, de verteller, het niet expliciet vermeldt, kent iedereen de ware aard van "Folcoche".
Meneer en Mevrouw Pluvignec: zijn de ouders van "Folcoche". Ze wonen in een groot herenhuis in Parijs, alwaar hij senator is, zonder zich al te veel aan te trekken van hun dochter en kleinkinderen.
De familie Kervazec: de rivalen van de Rezeaus. Ze onderhouden een mondaine relatie met elkaar. Hoewel de Kervazecs een kardinaal in de familie hebben, ontbreekt hun het kerkelijk privilege om een mis op te dragen in hun privékapel.

## Samenvatting van de roman
1922, Jean en zijn broer Ferdinand groeien op bij hun grootmoeder langs vaderskant in het familiekasteel La Belle Angerie nabij Angers. Wanneer hun grootmoeder overlijdt, moeten hun ouders, Jacques en Paule, terugkeren om voor hun zonen te zorgen. Ze moeten hun leven in China achter zich laten, waar Jacques kaderlid van een universiteit was.
Vol ongeduld en nieuwsgierigheid wachten Jean en Ferdinand op het perron om hun ouders en broertje te ontmoeten. Wanneer ze naar hun moeder toerennen om haar te kussen, krijgen ze een harde oorveeg omdat ze in alle rust wil uitstappen. Zelfs hun kleine broertje Marcel begroet hen afstandelijk. De enige die hun een kus geeft, is hun vader.
Na hun aankomst in het kasteel willen Jacques en Paule meteen hun nieuwe regels mededelen aan de gezinsleden en het personeel. Jacques vertelt hun dat ze vanaf nu een Spartaanse levenswijze zullen moeten volgen: mis in de privékapel 's ochtends om half zes en 's avonds om half tien. Overdag zullen de kinderen les krijgen van de inwonende abt. Na die mededeling verlaat hun vader met een smoes de eetkamer zodat hun moeder haar eigen regels kan duidelijk maken: koffie verkeerd wordt 's morgens vervangen door soep, om hygiënische redenen wordt hun haar afgeschoren en al hun kussens en dekbedden worden om veiligheidsredenen weggegooid.

## Filmadaptaties
- Vipère au poing (televisiefilm) (Pierre Cardinal, 1971)
- Vipère au poing (Philippe de Broca, 2004)